# Račetice

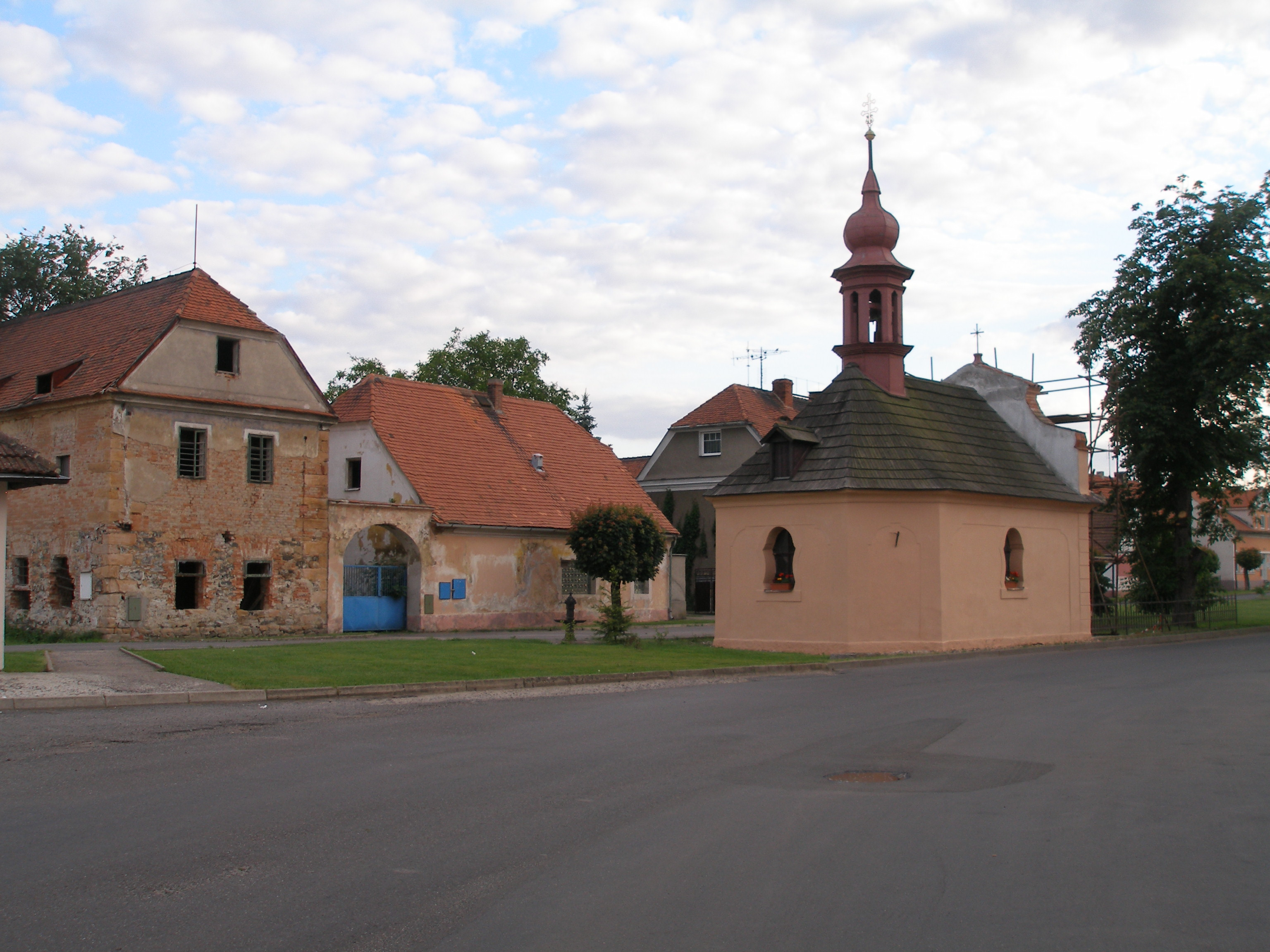
Račetice Ortsmitte

Račetice (deutsch Ratschitz) ist eine Gemeinde in Tschechien. Sie liegt zehn Kilometer nördlich von Podbořany und gehört zum Okres Chomutov.

## Geographie
Račetice befindet sich rechtsseitig über dem Tal des Liboc im Nordböhmischen Becken. Durch den Ort führt die Straße II/224 von Kadaň nach Podbořany.
Nachbarorte sind Libědice im Nordosten, Čejkovice im Osten, Kněžice und Mory im Südosten, Široké Třebčice und Nové Třebčice im Süden, Vitčice im Südwesten, Topolany und Vilémov im Westen sowie Vidolice und Pětipsy im Nordwesten.

## Geschichte
Die erste urkundliche Erwähnung des Dorfes erfolgte im Jahre 1209.
Nach der Aufhebung der Patrimonialherrschaften bildete Ratschitz / Radčedice ab 1850 einen Ortsteil der Gemeinde Libotitz eine Gemeinde im Bezirk Kaaden. Seit 1880 bildete Ratschitz eine eigene Gemeinde. Der heutige Name Račetice wird seit 1924 verwendet. 1930 lebten in Ratschitz 322 Menschen. Nach dem Münchner Abkommen wurde der Ort 1938 dem Deutschen Reich zugeschlagen und gehörte bis 1945 zum Landkreis Kaaden. 1939 hatte das Dorf 287 Einwohner. Nach dem Ende des Zweiten Weltkriegs kam das Dorf zur Tschechoslowakei zurück und die deutsche Bevölkerung wurde vertrieben. Mit Beginn des Jahres 1961 wurde das Dorf nach Pětipsy eingemeindet und zugleich dem Okres Chomutov zugeordnet. Seit 1990 besteht die Gemeinde Račetice wieder.

## Gemeindegliederung
Für die Gemeinde Račetice sind keine Ortsteile ausgewiesen.

## Sehenswürdigkeiten
- Kirche des hl. Adalbert, Rokokobau aus dem Jahre 1770
- Kriegerdenkmal